# Керницька сільська рада
Керницька сільська рада  — колишній орган місцевого самоврядування у Городоцькому районі Львівської області з центром у с. Керниця.

## Загальні відомості
Історична дата утворення: в 1939 році. Водоймища на території, підпорядкованій даній раді: річка Верещиця.

## Населені пункти
Сільраді були підпорядковані населені пункти:
- с. Керниця
- с. Артищів
- с. Велика Калинка
- с. Любовичі
- с. Мавковичі

## Склад ради
- Сільський голова: Артим Володимир Васильович
- Секретар сільської ради: Марутяк Світлана Михайлівна
- Головний бухгалтер: Блащак Наталя Ярославівна
- Загальний склад ради: 18 депутатів

### Керівний склад ради
| ПІБ                        | Основні відомості                                                 | Дата обрання | Дата звільнення |
| -------------------------- | ----------------------------------------------------------------- | ------------ | --------------- |
| Артим Володимир Васильович | Сільський голова, 1958 року народження, освіта, безпартійний      | 26.03.2006   | 31.10.2010      |
| Артим Володимир Васильович | Сільський голова, 1958 року народження, освіта вища, безпартійний | 31.10.2010   |                 |

Примітка: таблиця складена за даними джерела

### Депутати
Результати місцевих виборів 2010 року за даними ЦВК
| № зп            | № округу        | Прізвище, ім'я, по батькові | Дата визнання обраним | Відомості про обраного депутата                                                                               |
| Партія регіонів | Партія регіонів | Партія регіонів             | Партія регіонів       | Партія регіонів                                                                                               |
| --------------- | --------------- | --------------------------- | --------------------- | --- |
| 1               | 13              | Фостяк Ігор Ярославович     | 02.11.2010            | Освіта вища, позапартійний, тимчасово не працює                                                               |
| Самовисування   |                 |                             |                       | |
| 1               | 1               | Маца Михайло Федорович      | 02.11.2010            | Освіта середня, позапартійний, пенсіонер                                                                      |
| 2               | 2               | Юрчишин Ярослав Федорович   | 02.11.2010            | Освіта середня спеціальна, позапартійний, "Львівводоканал"                                                    |
| 3               | 3               | Блащак Ігор Ярославович     | 02.11.2010            | Освіта вища, позапартійний, приватне підприємство, водій                                                      |
| 4               | 4               | Іваночко Богдан Григорович  | 02.11.2010            | Освіта незакінчена вища, позапартійний, РВУ "Львівавтогаз", машиніст компресорної установки                   |
| 5               | 5               | Гудз Марія Григорівна       | 02.11.2010            | Освіта середня, позапартійна, ПП "Зоря-А", бухгалтер                                                          |
| 6               | 6               | Блащак Наталя Ярославівна   | 02.11.2010            | Освіта вища, позапартійна, Керницька сільська рада, головний бухгалтер                                        |
| 7               | 7               | Юрчишин Богдан Іванович     | 02.11.2010            | Освіта середня, позапартійний, тимчасово не працює                                                            |
| 8               | 8               | Артим Михайло Петрович      | 02.11.2010            | Освіта середня спеціальна, позапартійний, ДПО "Львів-Захід", слюсар-механік                                   |
| 9               | 9               | Баран Любов Степанівна      | 02.11.2010            | Освіта середня спеціальна, позапартійна, фельдшерсько-акушерський пункт с. В.Калинка, молодша медична сестра  |
| 10              | 10              | Кочан Руслана Йосипівна     | 02.11.2010            | Освіта середня спеціальна, позапартійна, Галицьке ВДСО УМВУ, диспетчер                                        |
| 11              | 11              | Шандра Володимир Йосифович  | 02.11.2010            | Освіта середня, позапартійний, пенсіонер                                                                      |
| 12              | 12              | Марутяк Світлана Михайлівна | 02.11.2010            | Освіта вища, позапартійна, Керницька сільська рада, секретар                                                  |
| 13              | 14              | Дацко Василь Григорович     | 02.11.2010            | Освіта середня, позапартійний, Народний дім с. Мавковичі, завідувач                                           |
| 14              | 15              | Фостяк Михайло Іванович     | 02.11.2010            | Освіта середня спеціальна, позапартійний, Городоцьке управління з експлуатації газового господарства, слюсар  |
| 15              | 16              | Свідерська Марія Миколаївна | 02.11.2010            | Освіта вища, позапартійна, Лікарська амбулаторія загальної практики - сімейної медицини м.Городок, стоматолог |
| 16              | 17              | Кордик Ірина Стефанівна     | 02.11.2010            | Освіта вища, позапартійна, Керницька сільська рада, інспектор по податках                                     |
| 17              | 18              | Цюпка Романа Степанівна     | 02.11.2010            | Освіта середня спеціальна, позапартійна, тимчасово не працює                                                  |